# ゲンナジー・ゴロフキン 対 ケル・ブルック戦
ゲンナジー・ゴロフキン 対 ケル・ブルック戦（ゲンナジー・ゴロフキン たい ケル・ブルックせん）は、2016年9月10日にイギリスロンドンのO2アリーナで開催されたプロボクシングの試合。すべてのランカーに断られた挙句、一時決まっていたクリス・ユーバンク・ジュニアの試合が最終条件でユーバンク・ジュニア陣営がファイトマネーを欲しがったため交渉が決裂する結果になったWBA・WBC・IBF・IBO世界ミドル級スーパー王者ゴロフキンがアンダーカードでWBO世界ウェルター級王者ジェシー・バルガスとの王座統一戦が内定していたが、ゴロフキン挑戦に名乗り出た2階級下のIBF世界ウェルター級王者ブルックとの対戦。イベント名は『ゴロフキンVSブルック』。アンダーカードは3年ぶりの対戦となるIBF世界バンタム級王者リー・ハスキンスと元IBF世界バンタム級王者スチュアート・ホール第2戦、IBF世界フライ級王者ジョンリル・カシメロがポール・ウェアーに次ぐイギリスのボクサーで2番目に早い8戦目での王座獲得を狙うチャーリー・エドワーズと対戦、WBO世界スーパーウェルター級王者リアム・スミスの弟WBC世界スーパーミドル級シルバー王者カラム・スミスの世界前哨戦並びに兄ポウル・スミスのスミス兄弟揃い踏み、WBA世界バンタム級王者ジェームス・マクドネルの双子の弟ギャビン・マクドネルのスーパーバンタム級進出戦、元世界2階級制覇王者ナイジェル・ベンの息子コナー・ベンがイベントのトップバッターとして花を添えた。この試合はイギリスではBスカイBのスカイ・ボックス・オフィスがペイ・パー・ビューで、アメリカではHBOがワールドチャンピオンシップボクシングの録画中継(ただしHBOラテン語放送は生中継)で放送された。

## 成立まで
当初はケル・ブルック対ジェシー・バルガスと同日にゴロフキンVS元WBA世界ミドル級暫定王者クリス・ユーバンク・ジュニアと対戦するとマッチルーム・スポーツのエディー・ハーンが発表したが、ユーバンク陣営との対戦交渉が決裂し、ゴロフキン陣営からの対戦要請にブルック陣営が即断し対戦が決まった。しかしWBAはミドル級で1度も試合をしたことがないブルックの安全と健康を守ることを理由にゴロフキン対ブルックをタイトルマッチとして承認せずゴロフキン陣営から特別な許可の申請も無かった為、ゴロフキンが敗れればWBA世界ミドル級スーパー王座は空位となる変則ルールで行われることになった。
この試合でブルックにKO勝ちをして王座を防衛すれば17試合連続KO防衛となり34年ぶりにスーパーバンタム級時代にウイルフレド・ゴメスが打ち立てた連続KO防衛記録に並ぶことになった。

## 試合
初回はストレートの差し合いになったが、ゴロフキンがボディアッパーからのコンビネーションでブルックを腰砕けにした。仕留められたかに見えたがブルックが反撃して持ちこたえた。
2回はブルックがアッパーをゴロフキンに当てて跳ね上げた。ブルックがゴロフキンのガードの隙間を見つけて打ち込んでいった。
3回はブルックがスリップダウン。そこからゴロフキンがプレッシャーを強めた。ブルックに左目を押さえ始めアクシデントが発生するも懸命に反撃する。
4回はゴロフキンが引き続きプレッシャーを強めるがブルックがゴロフキンを後退させる場面を作った。
5回はゴロフキンがコンビネーションを放つもブルックのボディワークであまり当たらなかったが、後退が目立つ。ゴロフキンが再度コンビネーションで仕留めにかかり、ブルックが反撃出来ないためトレーナーのイングルがタオルを振ってストップを要請するもレフェリーが気づかず試合が続いてしまう。イングルがタオルを投入した瞬間ようやくレフェリーストップ。会場はブーイングに包まれたが、ゴロフキンが17試合連続KO防衛となり34年ぶりにスーパーバンタム級時代にウイルフレド・ゴメスが打ち立てた連続KO防衛記録に並んだ。なお試合終了時のスコアは0-1(2者が38-38、37-39)と規定では引き分けだが1者がブルックが初回以外すべてのラウンドを取っていた為ブルックが僅かにリードしていた。

## 対戦カード
^Note 1 WBC・IBF・IBO世界ミドル級タイトルマッチ
^Note 2 IBF世界バンタム級タイトルマッチ
^Note 3 BBBofC英国スーパーフェザー級王座決定戦
^Note 4 WBC世界スーパーミドル級シルバータイトルマッチ
^Note 5 IBF世界フライ級タイトルマッチ